# SoftMaker Office
SoftMaker Office è una raccolta di programmi sviluppata dalla società tedesca SoftMaker Software GmbH. SoftMaker Office include tre applicazioni principali: il word processor TextMaker, il foglio di calcolo PlanMaker, ed il programma per creare presentazioni Presentations. È caratterizzato da un alto livello di compatibilità con Microsoft Office.

## Storia[1]
SoftMaker viene fondata nel 1987 e nello stesso anno rilascia TexMaker 1.0 per DOS, un elaboratore di testo sviluppato appositamente per il sistema operativo Microsoft. Nel 1994 TextMaker debutta anche in versione per Windows mentre l'anno successivo viene presentata la prima versione del foglio di calcolo PlanMaker. Sempre nel 1995, seguendo l'esempio di Microsoft Office, nasce la prima suite di applicazioni denominata SoftMaker Office 7.0 che mette assieme le versioni più recenti di TextMaker e PlanMaker.
Nel 2003 vengono presentate nuove versioni di TextMaker per computer palmari, Pocket PC e per il sistema operativo Linux. Nel 2006 l'intera suite SoftMaker Office 2006 è disponibile sia per Windows che per Linux, una situazione che si ripeterà anche per le versioni 2008, 2010 e 2012. Proprio nel 2012 SoftMaker presenta SoftMaker Office Mobile per Android, prima versione della suite destinata ai dispositivi con sistema operativo Android e successivamente rinominata SoftMaker Office HD a partire dal 2014.
A metà del 2015 SoftMaker presenta SoftMaker Office 2016 per Windows e sul finire dello stesso anno arriva anche la versione per Linux. Con SoftMaker Office 2018 alle ormai consolidate versioni per Windows e Linux si aggiunge per la prima volta una versione per il sistema operativo Mac OS. Nello stesso anno con SoftMaker Office NX viene proposta per la prima volta una versione in abbonamento che offre costi iniziali inferiori ed aggiornamenti automatici all'ultima versione disponibile.

## Componenti e caratteristiche

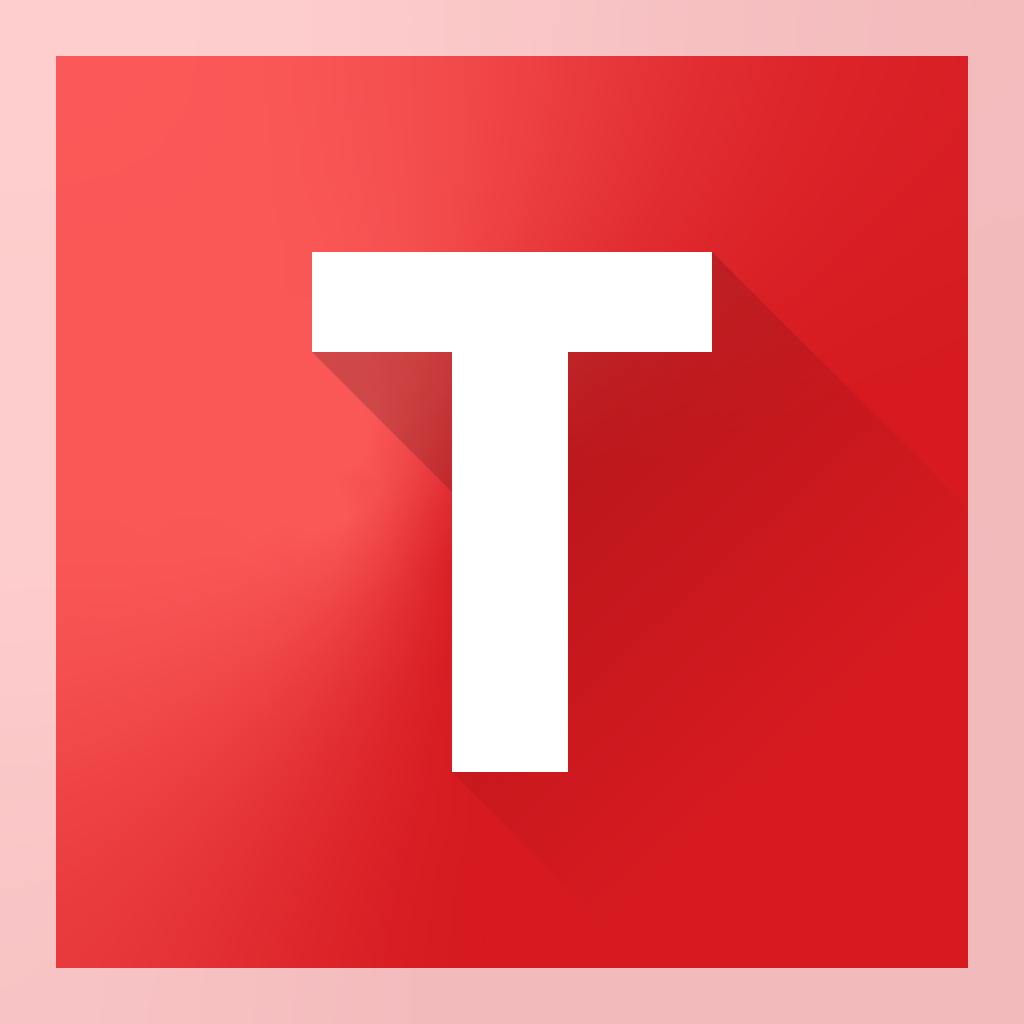
TextMaker
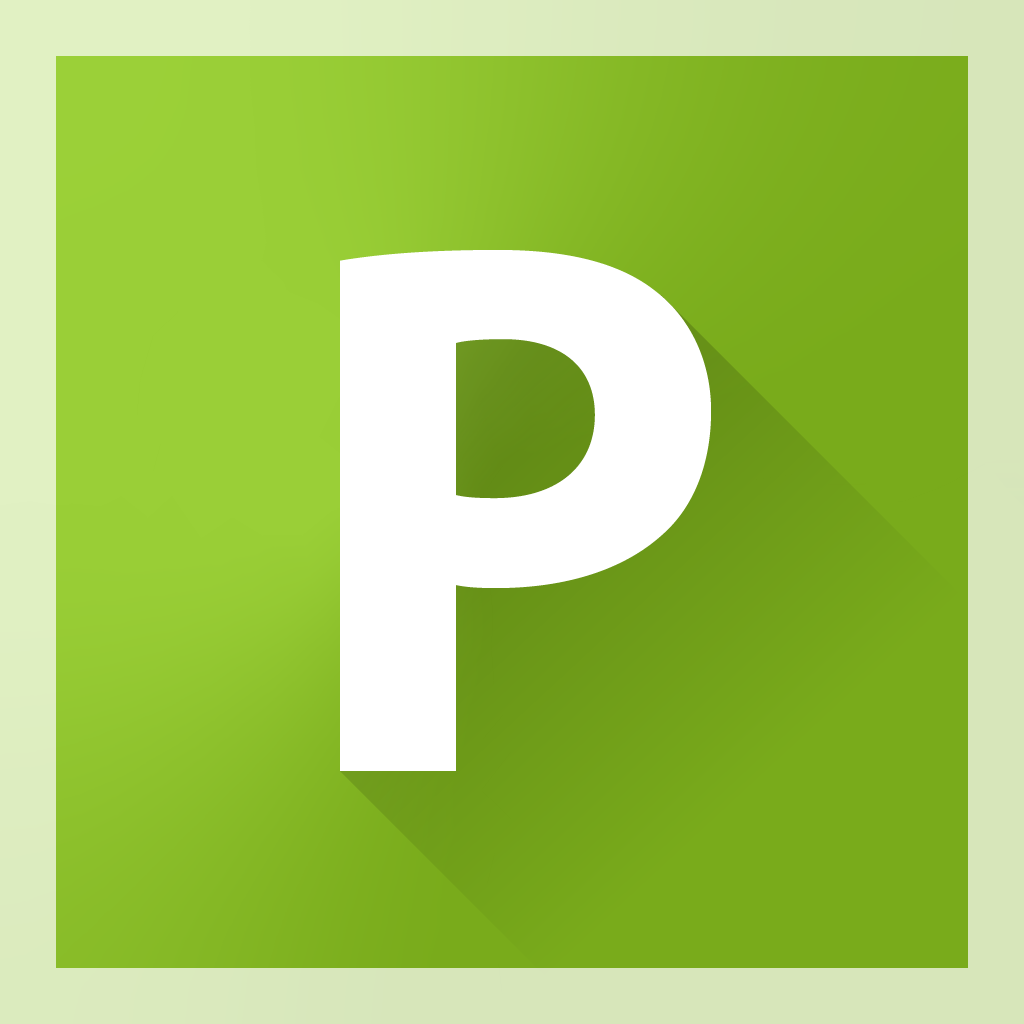
PlanMaker
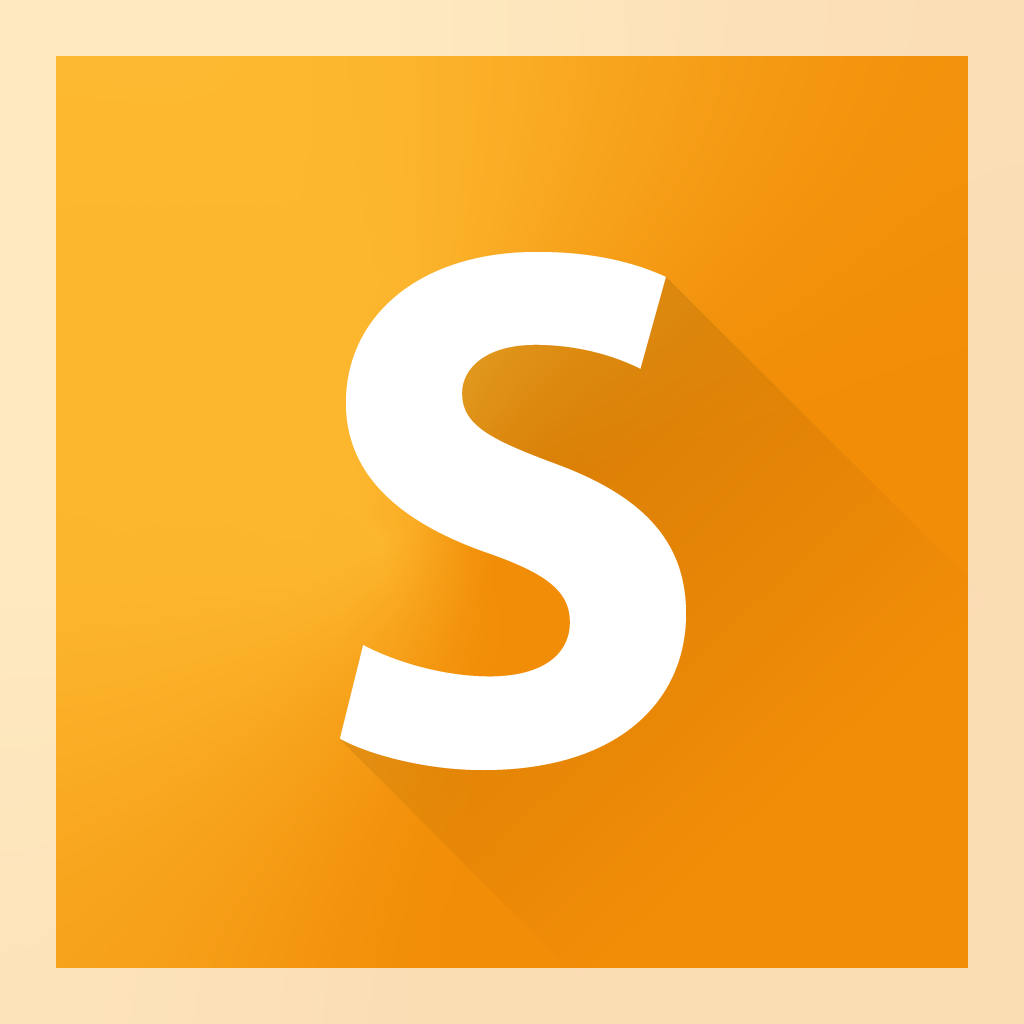
SoftMaker Presentations

SoftMaker Office include un numero variabile di moduli a seconda della versione considerata. Di base la suite comprende quattro applicazioni:
- TextMaker (word processor)
- PlanMaker (foglio di calcolo)
- Presentations (presentazioni nello stile di Microsoft PowerPoint)
- BasicMaker (linguaggio di programmazione per macro)

Per tutti i componenti della suite, SoftMaker cura la compatibilità con i formati di file usati da Microsoft Office. Con la versione 2018 in particolare TextMaker, PlanMaker e Presentation possono utilizzare nativamente il formato Office Open XML utilizzato da Office a partire dal 2007. In questa versione inoltre i tradizionali menù a tendina dell'interfaccia grafica possono essere sostituiti da un ribbon.
Il word processor e i fogli di calcolo supportano il formato OpenDocument, usato da LibreOffice e OpenOffice.

## FreeOffice
SoftMaker ha sviluppato una versione con funzionalità ridotte della propria suite distribuita gratuitamente con il nome di FreeOffice.

## FlexiPDF

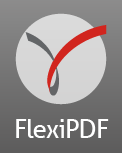

FlexiPDF è stato pubblicato nel 2016 ed è uno dei pochi programmi con cui i file PDF possono essere modificati in modo comparativamente esteso e ragionevolmente facile ed è stato chiamato un virtuoso del testo.